# Hestekastanje (slægt)
Hestekastanje (Aesculus) er en slægt 10-12 arter i de tempererede egne af Europa, Asien og Nordamerika. Det er løvfældende træer eller buske med store, harpiksholdige knopper. Bladene er fingrede med 5-11 småblade, der har savtakket eller tandet rand. Blomsterne sidder samlet i oprette, endestillede stande. Blomsterne er 5-tallige og i visse tilfælde regelmæssige, men oftest uregelmæssige med kun ét symmetriplan. Frugterne er kapsler med 1-2 frø.
| Beskrevne arter |

- Almindelig Hestekastanje (Aesculus hippocastanum)
- Busk-Hestekastanje (Aesculus parviflora)
- Rød Hestekastanje (Aesculus x carnea)

| Andre arter |

- Aesculus assamica
- Aesculus californica
- Aesculus chinensis
- Aesculus flava
- Aesculus glabra
- Aesculus indica
- Aesculus pavia
- Aesculus sylvatica
- Aesculus turbinata